# Presuda (1982.)
Presuda (eng. The Verdict) je američka sudska drama iz 1982. godine o nesretnom odvjetniku alkoholičaru koji radi na slučaju medicinskog nemara kako bi popravio svoju vlastitu karijeru, ali usput otkriva da radi ispravnu i pravednu stvar. U filmu su glavne uloge ostvarili Paul Newman, Charlotte Rampling, Jack Warden, James Mason, Milo O'Shea i Lindsay Crouse. 
Film je režirao Sidney Lumet, a scenarij je napisao David Mamet prema istoimenoj knjizi autora Barryja Reeda (film nije remake onoga iz 1946. godine). Presuda je ostvarila veliki kritičarski i komercijalni uspjeh. Sam film bio je nominiran u pet kategorija za prestižnu filmsku nagradu Oscar uključujući one za najboljeg glavnog glumca (Paul Newman), najboljeg sporednog glumca (James Mason), najboljeg redatelja (Sidney Lumet), najbolji film i najbolji adaptirani scenarij (David Mamet).

## Radnja
Frank Galvin (Paul Newman), nekad obećavajući odvjetnik iz Bostona, danas je alkoholičar koji je izgubio sva četiri slučaja na kojima je radio u posljednje tri godine. Njegov bivši partner i prijatelj Mickey (Jack Warden) kao uslugu mu je donio slučaj medicinskog nemara gdje je pobjeda gotovo osigurana zbog toga što se obrana žarko želi nagoditi za veliki iznos van suda. Slučaj obuhvaća mladu majku kojoj je možda dan krivi anestetik i koja se sada nalazi u komi. Njezina sestra i šogor nadaju se nagodbi kako bi se dostojno brinuli za žrtvu, a Frank ih uvjerava da u rukama ima čvrst slučaj. U isto vrijeme Frank ulazi u romantičnu vezu sa ženom koju upoznaje u lokalnom baru, Laurom )(Charlotte Rampling).
Frank posjećuje mladu majku koja se nalazi u komi u bolnici i to ga duboko pogađa. Nakon toga nalazi se s braniteljima: nadbiskupijom u Bostonu koja vodi katoličku bolnicu u kojoj se nesreća dogodila. Prema očekivanjima, nadbiskupija ponudi znatan financijski iznos za nagodbu, ali Frank ga odbija budući smatra da je ovo možda posljednja prilika da kao odvjetnik napravi nešto što je ispravno te zbog toga što misli da će ga uzimanje novca učiniti "izgubljenim". Svi, uključujući suca te rođake žrtve šokirani su Frankovom odlukom.
Međutim, stvari ubrzo krenu nagore za Franka: njegov glavni medicinski ekspert koji se treba pojaviti na sudu odjednom nestaje; zamjenski doktor koji treba svjedočiti o medicinskom nemaru doveden je u ozbiljno pitanje tijekom ispitivanja na sudu; njegov suparnik, visoko plaćeni odvjetnik Ed Concannon (James Mason) na raspolaganju ima cijeli tim odvjetnika koji imaju fantastične odnose s medijima; sudac (Milo O'Shea) nastoji što brže završiti slučaj i umjesto Franka ispituje njegove svjedoke; svaki svjedok koji je bio prisutan u operacijskoj sali odbija svjedočiti o tome što je, ako je išta, pošlo po zlu.
Tražeći cigarete u Laurinoj torbi, Mickey otkriva ček od odvjetnika Concannona te postaje očito da je ona špijun koji konkurenciji daje informacije o Frankovoj legalnoj strategiji. Nakon što mu to kaže, Frank ošamari Lauru tijekom njihovog sljedećeg sastanka. Međutim, čak i tada kada ima čistu priliku da se suđenje proglasi nevažećim Frank odlučuje nastaviti s istim.
Frankova velika prilika događa se kad otkrije boravište jedinog svjedoka koji je brzo otišao iz grada nakon nesreće. Njezino svjedočenje - bila je prisiljena promijeniti podatke na medicinskom obrascu nakon incidenta kako bi se sakrila velika pogreška branitelja - iznenadi cijelu sudnicu. Uznemiren, odvjetnik Concannon ju pokušava diskreditirati, a sudac uskoro proglasi njezino kompletno svjedočenje nevažećim i naloži da se izbriše iz zapisnika zbog zakonske tehnikalije. Nakon toga Frank održava kratku, ali dirljivu završnu riječ tražeći od porote da u sebi traži "istinu i pravdu". Nakon što se porota vrati, odlučuju u korist Frankovog klijenta i zatim pitaju suca da li su limitirani na iznos koji mogu tražiti od tuženika. Kada im sudac odgovori da nisu, postaje vidljivo da će financijska odšteta biti puno veća.
U trenucima kada izvan sudnice Franku čestitaju njegovi klijenti, Mickey, kolege pa čak i stranci, on vidi Lauru kako ga izdaleka promatra. U posljednjoj sceni vidimo Franka kako duboko razmišlja o svom novom i do tada nepoznatom dijelu života, ignorirajući u isto vrijeme konstantne telefonske pozive Laure.

## Produkcija
Glumci Frank Sinatra i Dustin Hoffman kratko vrijeme bili su razmatrani za ulogu Franka. Na kraju je ulogu dobio Robert Redford, ali isti se osjećao nelagodno zbog scenarija (konkretno zbog scene u kojoj Frank Lauri opali šamar punom šakom). Nakon nekoliko prepravljanja scenarija, redatelj Sidney Lumet shvatio je da se zbog toga priča počinje topiti te je odlučio ići s originalnim scenarijem kojeg će režirati.
Bruce Willis ima nekreditiranu ulogu kao extra u pozadini u jednom od njegovih prvih filmova karijere. Pred kraj filma, nakon što porota pročita presudu u korist tužitelja, Willis se može vidjeti u pozadini lijevo od glumca Paula Newmana kako se smije. U tom istom kadru vidimo i drugog poznatog glumca, Tobina Bella. 

## Glumačka postava
- Paul Newman kao Frank Galvin
- Charlotte Rampling kao Laura Fischer
- Jack Warden kao Mickey Morrissey
- James Mason kao Ed Concannon
- Milo O'Shea kao sudac Hoyle
- Lindsay Crouse kao Kaitlin Costello
- Edward Binns kao biskup Brophy
- Julie Bovasso kao Maureen Rooney
- Roxanne Hart kao Sally Doneghy
- James Handy kao Kevin Doneghy
- Wesley Addy kao Dr. Towler
- Joe Seneca kao Dr. Thompson
- Lewis J. Stadlen kao Dr. Gruber
- Kent Broadhurst kao Joseph Alito
- Colin Stinton kao Billy
- Tobin Bell kao promatrač u sudnici
- Bruce Willis kao promatrač u sudnici

## Kritike
Na popularnoj Internet stranici Rotten Tomatoes, film Presuda ima 96% pozitivnih kritika. U anketi "500 najboljih filmova ikada" časopisa Empire, film Presuda postavljen je na 254. mjesto.

## Nominacije i nagrade

### Oscar
Film Presuda nominiran je u pet kategorija za prestižnu filmsku nagradu Oscar, ali nije osvojio niti jednu:
- Najbolji film - Richard D. Zanuck i David Brown
- Najbolji redatelj - Sidney Lumet
- Najbolji glumac - Paul Newman
- Najbolji sporedni glumac - James Mason
- Najbolji adaptirani scenarij - David Mamet

### Zlatni globus
Film Presuda nominiran je u pet kategorija za filmsku nagradu Zlatni globus, ali nije osvojio niti jednu:
- Najbolji film (drama)
- Najbolji redatelj - Sidney Lumet
- Najbolji glumac (drama) - Paul Newman
- Najbolji sporedni glumac - James Mason
- Najbolji scenarij - David Mamet

## Vanjske poveznice
- Presuda u internetskoj bazi filmova IMDb-a
- Presuda (1982.) na Rotten Tomatoes